# Stenbitstjärnen, Lappland
Stenbitstjärnen är en sjö i Vilhelmina kommun i Lappland och ingår i Ångermanälvens huvudavrinningsområde. Sjön har en area på 0,054 kvadratkilometer och ligger 668 meter över havet. Stenbitstjärnen ligger i Marsfjället Natura 2000-område.

## Delavrinningsområde
Stenbitstjärnen ingår i det delavrinningsområde (721916-149168) som SMHI kallar för Ovan 721659-149350. Medelhöjden är 644 meter över havet och ytan är 11,31 kvadratkilometer. Det finns inga avrinningsområden uppströms utan avrinningsområdet är högsta punkten. Korsbäcken som avvattnar avrinningsområdet har biflödesordning 3, vilket innebär att vattnet flödar genom totalt 3 vattendrag innan det når havet efter 346 kilometer. Avrinningsområdet består mestadels av skog (62 procent) och sankmarker (31 procent). Avrinningsområdet har 0,1 kvadratkilometer vattenytor vilket ger det en sjöprocent på 0,9 procent.